# Port lotniczy Wana
Port lotniczy Wana (IATA: WAF, ICAO: OPWN) – krajowy port lotniczy położony w mieście Wana, w prowincji Terytoria Plemienne Administrowane Federalnie, w Pakistanie.